# Collegio elettorale di Avellino (Camera dei deputati)
Il collegio di Avellino fu un collegio elettorale uninominale della Repubblica Italiana per l'elezione della Camera dei deputati. Apparteneva alla circoscrizione Campania 2 e fu utilizzato per eleggere un deputato nella XII, XIII e XIV legislatura.
Venne istituito nel 1993 con la cosiddetta Legge Mattarella (Legge n. 277, Nuove norme per l'elezione della Camera dei deputati), attuata in seguito al referendum abrogativo del 1993. La legge istituì per la Camera dei deputati e per il Senato della Repubblica un sistema di elezione misto, in parte maggioritario e in parte proporzionale. Il 75% dei parlamentari dell'assemblea veniva eletto in collegi uninominali tramite sistema maggioritario a turno unico; il restante 25% alla Camera veniva eletto tramite sistema proporzionale con liste bloccate.
Il collegio venne abolito insieme a tutti gli altri che costituivano la Camera con la promulgazione della legge elettorale successiva, la cosiddetta Legge Calderoli. Questa prevedeva un sistema proporzionale con premio di maggioranza, che alla Camera veniva attribuito a livello nazionale.

## Territorio
Il collegio di Avellino era uno dei 47 collegi uninominali in cui era suddivisa la Campania e, come previsto dal D.Lgs. del 20 dicembre 1993 n. 536, era interamente compreso nella provincia di Avellino e comprendeva i seguenti comuni: Altavilla Irpina, Avellino, Candida, Capriglia Irpina, Castelvetere sul Calore, Chianche, Chiusano di San Domenico, Grottolella, Lapio, Manocalzati, Mercogliano, Montefalcione, Montefredane, Montefusco, Montemiletto, Ospedaletto d'Alpinolo, Parolise, Petruro Irpino, Pietradefusi, Prata di Principato Ultra, Pratola Serra, Salza Irpina, San Mango sul Calore, San Potito Ultra, Santa Paolina, Sant'Angelo a Scala, Santo Stefano del Sole, Sorbo Serpico, Summonte, Torre Le Nocelle, Torrioni, Tufo, Venticano e Volturara Irpina.

## Eletti
| Elezione | Elezione | Deputato           | Partito                  |
| -------- | -------- | ------------------ | ------------------------ |
|          | 1994     | Gianfranco Rotondi | Patto per l'Italia (PPI) |
|          | 1996     | Antonio Maccanico  | L'Ulivo (UD/I Dem)       |
| 2001     |          | Antonio Maccanico  | L'Ulivo (UD/I Dem)       |

## Dati elettorali

### XII legislatura

#### Risultati proporzionale
| Coalizioni        | Coalizioni                  | Liste                       | Liste                              | Voti   | %     |
| ----------------- | --------------------------- | --------------------------- | ---------------------------------- | ------ | ----- |
|                   | Patto per l'Italia          |                             | Partito Popolare Italiano          | 17.988 | 22,93 |
|                   | Patto per l'Italia          | Patto Segni                 | 5.266                              | 6,71   |       |
| Totale coalizione | Totale coalizione           | 23.254                      | 29,64                              |        |       |
|                   | Progressisti                |                             | Partito Democratico della Sinistra | 12.189 | 15,54 |
|                   | Progressisti                | Federazione dei Verdi       | 3.633                              | 4,63   |       |
|                   | Progressisti                | Rifondazione Comunista      | 3.589                              | 4,58   |       |
|                   | Progressisti                | Partito Socialista Italiano | 2.868                              | 3,66   |       |
|                   | Progressisti                | Alleanza Democratica        | 794                                | 1,01   |       |
| Totale coalizione | Totale coalizione           | 23.073                      | 29,42                              |        |       |
|                   | Alleanza Nazionale          | Alleanza Nazionale          | Alleanza Nazionale                 | 15.626 | 19,92 |
|                   | Forza Italia                | Forza Italia                | Forza Italia                       | 10.564 | 13,47 |
|                   | Lista Pannella              | Lista Pannella              | Lista Pannella                     | 2.615  | 3,33  |
|                   | Riformisti Irpini           | Riformisti Irpini           | Riformisti Irpini                  | 1.403  | 1,79  |
|                   | Unità Popolare              | Unità Popolare              | Unità Popolare                     | 647    | 0,82  |
|                   | Socialdemocrazia            | Socialdemocrazia            | Socialdemocrazia                   | 555    | 0,71  |
|                   | Alleanza Meridionale        | Alleanza Meridionale        | Alleanza Meridionale               | 496    | 0,63  |
|                   | Unione Democratica Italiana | Unione Democratica Italiana | Unione Democratica Italiana        | 201    | 0,26  |
| Totale            | Totale                      | Totale                      | Totale                             | 78.434 |       |

#### Risultati uninominale
|                               | Gianfranco Rotondi ✔️ Eletto | Patto per l'Italia   | 27 344 | 33,80 |  |  |  |  |  |
|                               | Modestino Acone              | Progressisti         | 19 440 | 24,03 |  |  |  |  |  |
|                               | Francesco D'Ercole           | Alleanza Nazionale   | 19 213 | 23,75 |  |  |  |  |  |
|                               | Guido Vegliante              | FI - CCD - UDC - PLD | 9 083  | 11,23 |  |  |  |  |  |
|                               | Valerio Capone               | Riformisti Irpini    | 4 958  | 6,13  |  |  |  |  |  |
|                               | Antonio Vesce                | Unione Mediterranea  | 860    | 1,06  |  |  |  |  |  |
| Totale                        | Totale                       | Totale               | 80 898 | 100   |  |  |  |  |  |
|                               |                              |                      |        |       |  |  |  |  |  |
| Fonte: Ministero dell'interno |                              |                      |        |       |  |  |  |  |  |

### XIII legislatura

#### Risultati proporzionale
| Coalizioni        | Coalizioni                         | Liste                                     | Liste                              | Voti   | %     |
| ----------------- | ---------------------------------- | ----------------------------------------- | ---------------------------------- | ------ | ----- |
|                   | L'Ulivo                            |                                           | Partito Democratico della Sinistra | 15.919 | 20,23 |
|                   | L'Ulivo                            | Popolari per Prodi (PPI-SVP-PRI-UD-Prodi) | 14.793                             | 18,80  |       |
|                   | L'Ulivo                            | Rinnovamento Italiano                     | 2.463                              | 3,13   |       |
|                   | L'Ulivo                            | Federazione dei Verdi                     | 1.798                              | 2,29   |       |
| Totale coalizione | Totale coalizione                  | 34.973                                    | 44,45                              |        |       |
|                   | Polo per le Libertà                |                                           | Alleanza Nazionale                 | 13.565 | 17,24 |
|                   | Polo per le Libertà                | CCD-CDU                                   | 11.238                             | 14,28  |       |
|                   | Polo per le Libertà                | Forza Italia                              | 10.069                             | 12,80  |       |
| Totale coalizione | Totale coalizione                  | 34.872                                    | 44,32                              |        |       |
|                   | Progressisti                       |                                           | Rifondazione Comunista             | 4.969  | 6,32  |
|                   | Lista Pannella - Sgarbi            | Lista Pannella - Sgarbi                   | Lista Pannella - Sgarbi            | 1.440  | 1,83  |
|                   | Movimento Sociale Fiamma Tricolore | Movimento Sociale Fiamma Tricolore        | Movimento Sociale Fiamma Tricolore | 1.405  | 1,79  |
|                   | Partito Socialista                 | Partito Socialista                        | Partito Socialista                 | 486    | 0,62  |
|                   | Patto per l'Agro                   | Patto per l'Agro                          | Patto per l'Agro                   | 351    | 0,45  |
|                   | Movimento Rinascita Italiana       | Movimento Rinascita Italiana              | Movimento Rinascita Italiana       | 175    | 0,22  |
| Totale            | Totale                             | Totale                                    | Totale                             | 78.671 |       |

#### Risultati uninominale
|                               | Antonio Maccanico ✔️ Eletto | L'Ulivo               | 43 035 | 53,95 |  |  |  |  |  |
|                               | Gianfranco Rotondi          | Polo per le Libertà   | 32 516 | 40,77 |  |  |  |  |  |
|                               | Roberto Stompanato          | Fiamma Tricolore      | 3 535  | 4,43  |  |  |  |  |  |
|                               | Giuseppe Vietri             | Pedalando in Sintonia | 675    | 0,85  |  |  |  |  |  |
| Totale                        | Totale                      | Totale                | 79 761 | 100   |  |  |  |  |  |
|                               |                             |                       |        |       |  |  |  |  |  |
| Fonte: Ministero dell'interno |                             |                       |        |       |  |  |  |  |  |

### XIV legislatura

#### Risultati proporzionale
| Coalizioni        | Coalizioni              | Liste                   | Liste                                 | Voti   | %     |
| ----------------- | ----------------------- | ----------------------- | ------------------------------------- | ------ | ----- |
|                   | Casa delle Libertà      |                         | Forza Italia                          | 17.522 | 22,49 |
|                   | Casa delle Libertà      | Alleanza Nazionale      | 10.482                                | 13,45  |       |
|                   | Casa delle Libertà      | CCD-CDU                 | 6.693                                 | 8,59   |       |
|                   | Casa delle Libertà      | Nuovo PSI               | 599                                   | 0,77   |       |
| Totale coalizione | Totale coalizione       | 35.296                  | 45,30                                 |        |       |
|                   | L'Ulivo                 |                         | La Margherita (Dem - PPI - RI- UDEUR) | 14.772 | 18,96 |
|                   | L'Ulivo                 | Democratici di Sinistra | 8.902                                 | 11,43  |       |
|                   | L'Ulivo                 | Il Girasole (FdV - SDI) | 3.191                                 | 4,10   |       |
|                   | L'Ulivo                 | Comunisti Italiani      | 1.073                                 | 1,38   |       |
| Totale coalizione | Totale coalizione       | 27.938                  | 35,87                                 |        |       |
|                   | Rifondazione Comunista  | Rifondazione Comunista  | Rifondazione Comunista                | 4.190  | 5,38  |
|                   | Lista Di Pietro         | Lista Di Pietro         | Lista Di Pietro                       | 3.415  | 4,38  |
|                   | Democrazia Europea      | Democrazia Europea      | Democrazia Europea                    | 3.387  | 4,35  |
|                   | Lista Pannella - Bonino | Lista Pannella - Bonino | Lista Pannella - Bonino               | 1.779  | 2,28  |
|                   | Fiamma Tricolore        | Fiamma Tricolore        | Fiamma Tricolore                      | 1.115  | 1,43  |
|                   | Liberi e Forti          | Liberi e Forti          | Liberi e Forti                        | 298    | 0,38  |
|                   | Movimento delle Libertà | Movimento delle Libertà | Movimento delle Libertà               | 200    | 0,26  |
|                   | Paese Nuovo             | Paese Nuovo             | Paese Nuovo                           | 133    | 0,17  |
|                   | Socialisti Autonomisti  | Socialisti Autonomisti  | Socialisti Autonomisti                | 105    | 0,13  |
|                   | Abolizione scorporo     | Abolizione scorporo     | Abolizione scorporo                   | 55     | 0,07  |
| Totale            | Totale                  | Totale                  | Totale                                | 77.911 |       |

#### Risultati uninominale
|                               | Antonio Maccanico ✔️ Eletto | L'Ulivo            | 36 935 | 45,86 |  |  |  |  |  |
|                               | Giuseppe Gargani            | Casa delle Libertà | 32 385 | 40,21 |  |  |  |  |  |
|                               | Aldo Gerardo Nargi          | Democrazia Europea | 5 986  | 7,43  |  |  |  |  |  |
|                               | Barbara Cucciniello         | Lista Di Pietro    | 3 216  | 3,99  |  |  |  |  |  |
|                               | Arcangelo Bellino           | Fiamma Tricolore   | 2 012  | 2,50  |  |  |  |  |  |
| Totale                        | Totale                      | Totale             | 80 534 | 100   |  |  |  |  |  |
|                               |                             |                    |        |       |  |  |  |  |  |
| Fonte: Ministero dell'interno |                             |                    |        |       |  |  |  |  |  |